# Downy
Downy (también conocida como Lenor en Europa, Rusia y Japón), es una marca estadounidense de suavizante de telas producida por Procter & Gamble y vendida en los Estados Unidos.

## Historia
Entró en el mercado de pruebas de Estados Unidos en agosto de 1960 y se extendió a todo el país en diciembre de 1961. También se vende en Filipinas, Malasia, Indonesia, Singapur, Tailandia, Vietnam, Corea del Sur, Egipto, Kenia y América Latina.
Lenor es una marca de suavizante de telas y hojas de secador, también producida por Procter & Gamble, vendida en Europa, Rusia y Japón. El suavizante de ropa Lenor había entrado en China en 2007 pero dejó de fabricarse posteriormente. Las perlas de aroma bajo la marca Downy se venden en China desde diciembre de 2017. Los planes para cambiar la marca Lenor por Downy en el Reino Unido se abandonaron en 2002. En el Reino Unido, la palabra "Downy" es un término ofensivo para una persona con síndrome de Down, o para alguien con cualquier tipo de discapacidad intelectual.
Amy Sedaris y Tituss Burgess son los talentos contratados para promocionar la gama de Downy / Lenor Unstopables In-Wash Scent Boosters tanto en Estados Unidos como en el Reino Unido. Los anuncios son filmados por Grey Advertising.